# Цицикар
Цицика́р (кит. трад. 齊齊哈爾, упр. 齐齐哈尔, пиньинь Qíqíhā'ěr; маньчжурский: ᠴᡳᠴᡳᡤᠠᡵ Цицигар [хотон]) — городской округ в провинции Хэйлунцзян КНР. Второй по значению городской округ провинции Хэйлунцзян.

## География
Цицикар расположен на западе провинции Хэйлунцзян, на левом берегу реки Нэньцзян, в 288 км к северо-западу от Харбина.

### Климат
Климат Цицикара резко континентальный. Среднегодовая температура всего +3,5 °C (очень суровые зимы, средняя температура января −19,2 °C, июля +22,8 °C).
Среднегодовое количество осадков невелико — 420 мм. Более половины осадков приходится на лето.
| Показатель                    | Янв.  | Фев.  | Март | Апр. | Май  | Июнь | Июль  | Авг. | Сен. | Окт. | Нояб. | Дек.  | Год   |
| ----------------------------- | ----- | ----- | ---- | ---- | ---- | ---- | ----- | ---- | ---- | ---- | ----- | ----- | ----- |
| Средний суточный максимум, °C | −12,7 | −7,8  | 2,3  | 12,9 | 21,0 | 26,2 | 27,8  | 26,1 | 20,1 | 11,1 | −1,3  | −10,4 | 9,6   |
| Средняя температура, °C       | −19,2 | −14,8 | −4,5 | 6,1  | 14,4 | 20,3 | 22,8  | 20,9 | 14,0 | 4,8  | −7,1  | −16,2 | 3,5   |
| Средний суточный минимум, °C  | −24,5 | −20,9 | −11  | −0,9 | 7,3  | 14,2 | 17,9  | 16,2 | 8,5  | −0,7 | −12   | −21,2 | −2,3  |
| Норма осадков, мм             | 1,3   | 1,8   | 4,7  | 15,1 | 30,5 | 64,2 | 137,5 | 94   | 44,8 | 19,2 | 4,2   | 2,6   | 419,9 |
| Источник: World Climate       |       |       |      |      |      |      |       |      |      |      |       |       |       |

## История
Поселение основано монголами в 1333 году. В XVII веке, в годы русско-цинского пограничного конфликта значение этого расположенного в удобном месте поселения резко выросло: в расположенном рядом Букуе (卜奎) в 1665 году была основана почтовая станция, а в селении Цицихэ с 1674 года стали базироваться речные силы. В 1675 сюда подошли войска, вооружённые огнестрельным оружием, а в 1691 году в Букуе было построено укрепление. В 1699 году сюда из Мэргэня была перенесена ставка хэйлунцзянского цзянцзюня; одновременно для управления прилегающими землями был назначен фудутун, ставка которого также разместилась здесь. В связи с неудобством местоположения все военные части впоследствии были переведены из Цицихэ в Букуй, однако при этом с ними на Букуй перешло и название «Цицихэ» («Цицикар»).
В 1895 году здесь был учреждён Хэйшуйский комиссариат (黑水厅). С 1907 года началось преобразование структур управления в Маньчжурии с военных на гражданские, и Хэйшуйский комиссариат был преобразован в Лунцзянскую управу (龙江府) провинции Хэйлунцзян.
В 1931 году Маньчжурия была оккупирована японскими войсками. Генерал Ма Чжаньшань попытался дать отпор японцам в районе Цицикара, но был разбит. В 1932 году было образовано марионеточное государство Маньчжоу-го. В 1934 году введено деление Маньчжоу-го на 15 провинций и 1 особый город, и Цицикар стал административным центром новой провинции Лунцзян. В 1936 году Цицикар официально получил статус города.
В ходе советско-японской войны 19 августа 1945 года Цицикар был занят войсками Забайкальского фронта. Освобождённый от японских оккупантов город перешёл под контроль советской военной администрации. После вывода советских войск с территории Маньчжурии 24 апреля 1946 года управление городом перешло к новообразованной народно-демократической администрации, контролируемой китайскими коммунистами. Вплоть до конца гражданской войны 1946—1949 гг. Цицикар оставался под контролем КПК.
После окончания Второй мировой войны провинция Лунцзян была переименована в Нэньцзян; Цицикар оставался центром провинции, и такое положение было подтверждено принятой 5 июня 1947 года правительством Китайской республики программой нового административного деления Северо-Востока. В мае 1949 года коммунистические власти присоединили провинцию Нэньцзян к соседней провинции Хэйлунцзян, и Цицикар стал административным центром объединённой провинции. В 1954 году в состав её была включена и провинция Сунцзян, после чего правительство провинции Хэйлунцзян переехало из Цицикара в Харбин.
В 1958 году был образован Специальный район Нэньцзян (嫩江专区), руководящие органы которого разместились в Цицикаре. В 1960 году он был ликвидирован, но в 1968 восстановлен как Нэньцзянский округ (嫩江地区). В 1985 году Нэньцзянский округ и город Цицикар были расформированы, а на их месте образован городской округ Цицикар.

## Население
Население городского округа Цицикара — 5,611 млн человек, из которых 883 550 проживают непосредственно в урбанизированном центре (по данным на 1 января 2005 года). В 2002 году в городских районах насчитывалось 809 тыс. жителей, а в 1959 — около 559 тыс.

## Административно-территориальное деление
Городской округ Цицикар делится на 7 городских районов, 1 городской уезд, 8 уездов:
|    |                                     |                                     |                  |                      |                  |               |                            |
| #  | Статус                              | Название                            | Иероглифы        | Пиньинь              | Население (2010) | Площадь (км²) | Плотность населения (/км²) |
| 1  | Район                               | Лунша                               | 龙沙区           | Lóngshā qū           | 354 987          | 283           | 1060                       |
| 2  | Район                               | Цзяньхуа                            | 建华区           | Jiànhuá qū           | 292 579          | 81            | 2716                       |
| 3  | Район                               | Тефэн                               | 铁锋区           | Tiěfēng qū           | 331 951          | 695           | 432                        |
| 4  | Район                               | Анъанси                             | 昂昂溪区         | Áng'ángxī qū         | 80 109           | 623           | 144                        |
| 5  | Район                               | Фулаэрцзи                           | 富拉尔基区       | Fùlā'ěrjī qū         | 256 159          | 375           | 720                        |
| 6  | Район                               | Няньцзышань                         | 碾子山区         | Niǎnzishān qū        | 72 151           | 290           | 276                        |
| 7  | Мэйлисы-Даурский национальный район | Мэйлисы-Даурский национальный район | 梅里斯达斡尔族区 | Méilǐsī Dáwò'ěr Zúqū | 165 852          | 1948          | 87                         |
| 8  | Городской уезд                      | Нэхэ                                | 讷河市           | Nēhé shì             | 625 892          | 6664          | 96                         |
| 9  | Уезд                                | Лунцзян                             | 龙江县           | Lóngjiāng xiàn       | 572 764          | 6197          | 97                         |
| 10 | Уезд                                | Иань                                | 依安县           | Yī'ān xiàn           | 480 035          | 3780          | 130                        |
| 11 | Уезд                                | Тайлай                              | 泰来县           | Tàilái xiàn          | 302 027          | 4061          | 79                         |
| 12 | Уезд                                | Ганьнань                            | 甘南县           | Gānnán xiàn          | 368 734          | 4384          | 87                         |
| 13 | Уезд                                | Фуюй                                | 富裕县           | Fùyù xiàn            | 276 537          | 4335          | 65                         |
| 14 | Уезд                                | Кэшань                              | 克山县           | Kèshān xiàn          | 403 175          | 3632          | 127                        |
| 15 | Уезд                                | Кэдун                               | 克东县           | Kèdōng xiàn          | 264 285          | 2083          | 134                        |
| 16 | Уезд                                | Байцюань                            | 拜泉县           | Bàiquán xiàn         | 519 766          | 3569          | 154                        |

## Экономика
В городе развиты тяжёлое машиностроение и пищевая промышленность; имеется целлюлозно-бумажный комбинат. В Цицикаре базируется компания Heilong — крупнейший в стране производитель коньков.

## Транспорт
Цицикар — речной порт, где начинается судоходство по реке Нэньцзян. Также в городе имеются аэропорт Цицикар Саньцзяцзы и широкая сеть автомобильных дорог, которые соединяют Цицикар с соседними крупными городами и Монголией. 

### Железнодорожный

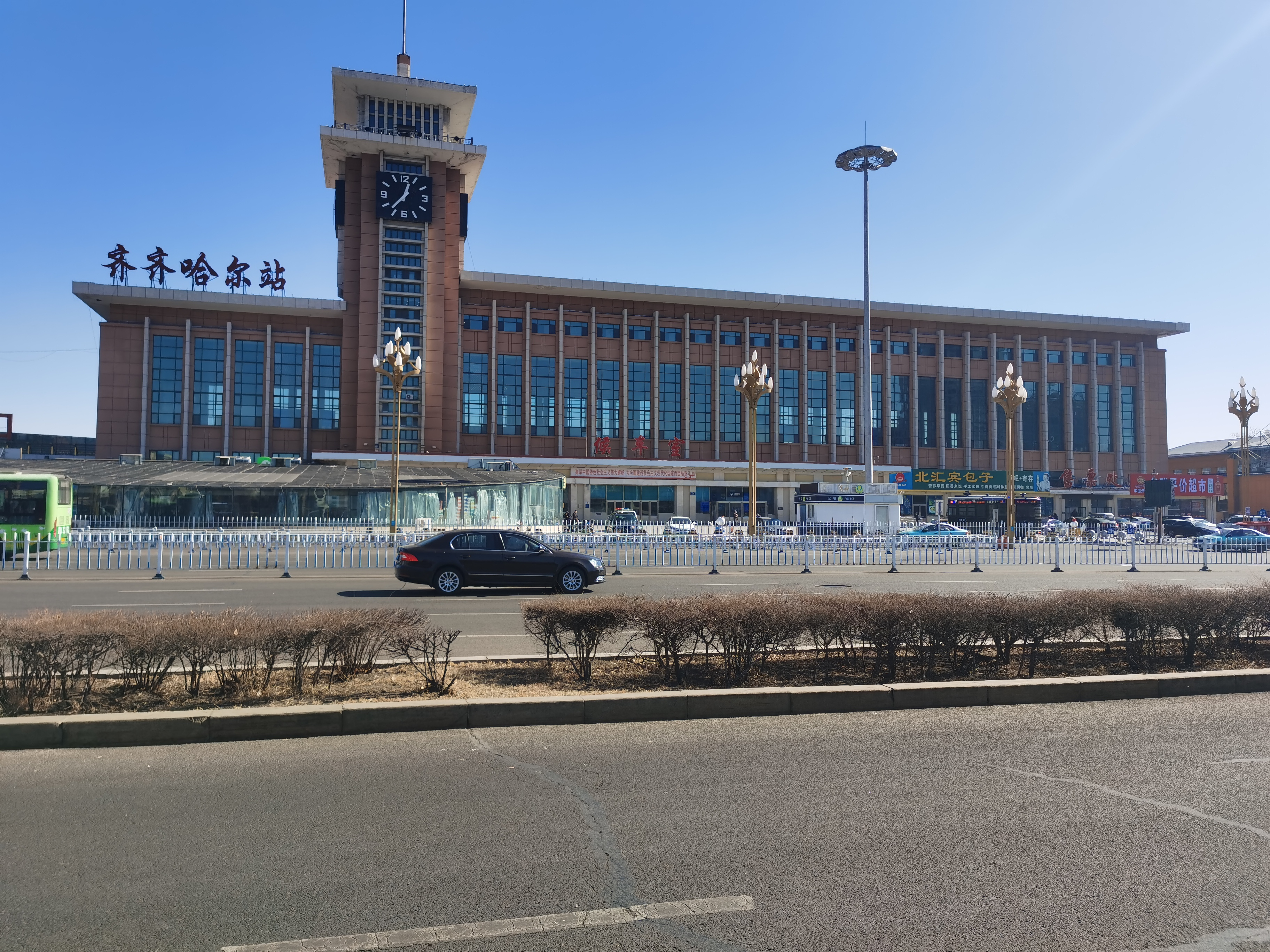
Центральный вокзал

В городе два пассажирских вокзала — Центральный и Южный. Центральный вокзал обслуживает междугороднюю скоростную линию Харбин — Цицикар и грузо-пассажирские линии Цицикар — Бэйань и Сыпин — Цицикар. Южный вокзал обслуживает междугороднюю скоростную линию Харбин — Цицикар. Станция в районе Анъанси обслуживает железную дорогу Харбин — Маньчжурия.

## Образование
- Цицикарский университет

## Города-побратимы
- Красноярск, Россия (2005)[6]
- Уфа, Россия (2015)[7]
- Мариуполь, Украина